# Municipio de Victor (Illinois)
El municipio de Victor (en inglés: Victor Township) es un municipio ubicado en el condado de DeKalb en el estado estadounidense de Illinois. En el año 2010 tenía una población de 299 habitantes y una densidad poblacional de 3,51 personas por km².

## Geografía
El municipio de Victor se encuentra ubicado en las coordenadas 41°40′2″N 88°46′8″O / 41.66722, -88.76889. Según la Oficina del Censo de los Estados Unidos, el municipio tiene una superficie total de 85.14 km², de la cual 84,97 km² corresponden a tierra firme y (0,2 %) 0,17 km² es agua.

## Demografía
Según el censo de 2010, había 299 personas residiendo en el municipio de Victor. La densidad de población era de 3,51 hab./km². De los 299 habitantes, el municipio de Victor estaba compuesto por el 94,65 % blancos, el 0,67 % eran afroamericanos, el 0,33 % eran amerindios, el 0,67 % eran asiáticos, el 1,34 % eran de otras razas y el 2,34 % eran de una mezcla de razas. Del total de la población el 7,69 % eran hispanos o latinos de cualquier raza.